# Gravenhurst (Ontario)
Gravenhurst is een plaats (town) in de Canadese provincie Ontario en telt 12 055 inwoners (2011).

## Geboren in Gravenhurst
- Norman Bethune (1890-1939), dokter, medisch vernieuwer en humanitair werker